# Elecciones municipales de Avellaneda 1993
Véanse también: Elecciones legislativas de Argentina de 1993
Las elecciones municipales de Avellaneda de 1993 se realizaron el domingo 3 de octubre junto con las elecciones legislativas nacionales. En estos comicios, se renovó la mitad de los miembros del Concejo Deliberante y el Consejo Escolar de Avellaneda, que fueron elegidos en las elecciones municipales de Avellaneda de 1989.

## Candidaturas y Resultados
Se presentaron 20 partidos o alianzas políticas en estas elecciones y sus resultados electorales fueron:
|  | 35.64 % |

|  | 26.31 % |

|  | 9.67 % |

|  | 8.04 % |

|  | 6.11 % |

|  | 1.87 % |

|  | 1.58 % |

|  | 1.37 % |

|  | 1.25 % |

|  | 0.75 % |

|  | 0.74 % |

|  | 0.41 % |

|  | 0.39 % |

|  | 0.38 % |

|  | 0.26 % |

|  | 0.22 % |

|  | 0.21 % |

|  | 0.15 % |

|  | 0.15 % |

| Partido político                              | Concejales | Consejeros Escolares                                          |
| --------------------------------------------- | --- | ------------------------------------------------------------- |
| Frente Justicialista Federal                  | -Oscar Alberto Fariña -Oscar Peralta -Monica Aida Cappellini -Jorge Norberto Degli Innocenti -Rubén Carmelo Tringali | -Hilda Noemí Cabrera -Nora Edith Santos -Susana Leonor Sarena |
| Unión Cívica Radical                          | -Juan José Vila -Fernando Landaburu -Luis Raúl Sagol -Osvaldo H. Baqueiro                                            |                                                               |
| Unidad Vecinal Avellaneda                     | -Herminio Iglesias -Nelo Aydo Marioni                                                                                |                                                               |
| Movimiento por la Dignidad y la Independencia | -Juan Francisco Mazzeo                                                                                               |                                                               |